# زراعة منظم ضربات القلب
زرع جهاز تنظيم ضربات القلب(بالإنجليزية: Pacemaker Implantation )‏ هو إجراء جراحي يتم فيه زرع جهاز آلي لتنظيم ضربات القلب وذلك باستبدال الخلايا المصابة والتي كانت تقوم بتنظيم ضربات القلب والمتواجدة في قلب المريض، والجهاز هو عبارة عن خلايا متخصصة في توليد الشارة المنظمة لدقات القلب ونقلها، بسبب فقدان هذه الخلايا لادائها أو نتيجة لخلل في أدائها. تقوم الخلايا المنظمة الطبيعية بعملها عن طريق إرسال إشارات كهربائية عن طريق الألياف العصبية، مما يؤدي إلى تقلص ألياف عضلة القلب، مما يؤدي ذلك إلى قيام القلب بوظيفته الحيوية وهي ضخ الدم عبر الجسم.

## هدف الزرع
إن حدوث الخلل في أداء الخلايا المنظمة الطبيعية المتواجدة في العقدة الجيبية الأذنية داخل الأذين الأيمن من القلب، يؤدي إلى ظهور اضطرابات في نظم القلب، مثل: بطء ضربات القلب (احصار القلب الأذيني البطيني وغيرها من أعمال القلب الطبيعية.

## منظم ضربات دقات القلب
منظم ضربات القلب أو ما يعرف ب(البيسميكر) هو جهاز صغير مزود ببطارية صغيرة ووظيفته إرسال تنبيهات كهربائية للقلب بصورة منتظمة والتي بدورها تؤدي إلى انقباض القلب بصورة منتظمة وملائمة ليقوم بضخ الدم إلى جميع أجزاء الجسم.
وتنحصر أجزاء المنظم في جزئين رئيسيين :
1- مولد للتنبيه: هو عبارة عن علبة معدنية صغيرة الحجم بداخلها بطارية التشغيل بالإضافة إلى العديد من الدوائر الكهربائية المعقدة التي تعمل على مراقبة تعداد ضربات القلب وكذلك قوة التنبيه الكهربائي الموجه للقلب.
2- السلك الكهربائي: هو عبارة عن سلك مرن عازل يصل بين منظم القلب والبطين الأيمن، ويقوم بنقل التنبيهات الكهربائية من وإلى القلب.
يتالف جهاز تنظيم ضربات القلب الاصطناعي من كبسولة صغيرة توجد بداخلها بطارية، ومسار كهربائي (Electrode) مرن، تمر عبره الإشارات الكهربائية، التي ينتجها جهاز تنظيم ضربات القلب، لتصل لخلايا عضلة القلب.

## الأنواع
هنالك العديد من أنواع الأجهزة التي تنظم ضربات القلب الاصطناعي، فطبيب القلب يقوم بتحديد نوعية الجهاز الذي يجب زرعه، وفقاً لنوع الاضطراب القائم الذي يعاني المريض منه. فهنالك المنظم ذو الغرفة الواحدة والمنظم ذو الغرفتين والطبيب هو الذي يحدد نوع المنظم المراد تركيبه للمريض حسب ملاءمته للحالة. ومعظم المنظمات الحديثة تكون مبرمجة بحيث يمكنها اكتساب الكثير من الصفات العادية مثل معدل التنبيه وقوة الومضة الكهربائية ويمكن تعديل هذه الصفات لتتناسب مع المتطلبات الخاصة لكل مريض. وهذه المنظمات الحديثة يمكن التحكم في عملها بجهاز خارجي ((المبرمج)) فيمكن تغيير صفاتها كما هو الحال عند التحكم في جهاز التلفزيون عن بعد، وعليه فيمكن للطبيب تغيير عمل المنظم حسب حاجة المريض دون الحاجة لتغيير هذا المنظم.
1- المنظم ذو الغرفة الواحدة: هذا النوع يتصل بالقلب بواسطة سلك كهربائي واحد لتوصيل الومضات الكهربائية من وإلى المولد الكهربائي والقلب، وهذه المنظمات تنبه الغرفة السفلي للقلب ((البطين)).
2 - المنظم ذو الغرفتين: هذا النوع من المنظمات يكون متصل بالقلب بواسطة سلكين كهربائيين يتصل أحدهما بالغرفة العليا ((الأذين)) والآخر بالغرفة السفلي للقلب ((البطين)) وهذه المنظمات بإمكانها الإحساس بالانقباض الطبيعي للقلب وتنبيه إحدى أو كلا الغرفتين. معظم المرضى الذين يحتاجون لهذه المنظمات يكون لا يزال لديهم بعض التنبيهات القلبية الطبيعية، وفي هذه الحالة يقتصر عمل منظم القلب على الاحتياج الفعلي حسب حاجة القلب.
تعد منظمات القلب التي لها القدرة على الاستجابة للتغيرات الجسدية:
إن المنظمات الحديثة لها القدرة على تغيير الإيقاع القلبي وضبط إرسال الومضات الكهربائية حسب حاجة المريض سواء كان في حالة راحة أو في حالة جهد بدني، ففي الحالة الأولى يعمل المنظم على الخفض من التنبيه وفي الحالة الثانية، أي في حالة العمل يزيد قوة وعدد التنبيهات، والطبيب هو الوحيد الذي يقرر نوعية المنظم الملائمة لكل مريض حسب احتياجه.
وتعتمد المنظمات ذو العامل الحسي على عدة عوامل أهمها الحركة الجسدية حيث تزداد التنبيهات أو تقل تبعاً للزيادة أو النقصان في حركة المريض، والعامل الآخر هو( تنفس الإنسان بالدقيقة الواحدة) .

## العمل الجراحي
إن معظم منظمات ضربات القلب تركب في الجزء الأعلى من الصدر من خلال عملية تستغرق حوالي ساعة واحدة تجرى تحت تأثير التخدير الموضعي فقط، حيث يقوم الطبيب المختص بعمل فتحة صغيرة في الجلد ومن ثم يتم إدخال المنظم تحت الجلد بعد إتمام عملية توصيل السلك الكهربائي في المكان الخاص به بالقلب عن طريق الأوردة ومن ثـم يتـم إغلاق هذه الفتحة بالخيوط الجراحية.
وأثناء عملـية التركيب هذه يقوم الطبيب بمراقبة حركة السلك من خلال شاشة تلفزيونية تحت الأشعة السينية لوضع السلك الكهربائي في مكانه المحدد بالقلب.
بعد ذلك يقوم الطبيب بمراقبة الجهاز قبل وبعد خروج المريض من المستشفى حيث تتم أولاً المراقبة الأولى للتأكد التام من شفاء والتئام الجرح وكذلك مراقبة عمل المنظم حسب البرمجة التي عملت له والجواب على أسئلة واستفسارات المريض.
وبعد المراقبة الأولى تتم عملية المتابعة العادية في المستشفى أو في عيادة الطبيب المعالج. ويجب على المريض أخذ العلاج الموصوف له بواسطة الطبيب واتباع تعليماته وفي نفس الوقت إبلاغه عن أي مشاكل قد تعترضه مثل: احمرار الجرح أو عدم جفافه، وجود سخونة أو ألم في مكان الجرح وارتفاع درجة حرارته.

## وصلات إضافية
http://heartrhythmuk.org.uk/files/file/Docs/Guidelines/PPM%20implant%20part%201%20EiH.pdf
-http://www.mayoclinic.org/tests-procedures/pacemaker/basics/definition/prc-20014279
http://www.medtronic.com/patients/bradycardia/getting-a-device/pacemaker-surgery/index.htm
http://www.nhs.uk/conditions/PacemakerImplantation/Pages/Introduction.aspx -youtube